# Нусенкис, Виктор Леонидович
Виктор Леонидович Нусенкис (3 марта 1954, Сталино) — бизнесмен, совладелец и глава концерна «Энерго», основатель группы компаний ПрАО «Донецксталь-металлургический завод», крупнейший церковный жертвователь Украинской Православной Церкви Московского Патриархата.

## Биография
Родился 3 марта 1954 года в Сталино, в семье рабочего и преподавателя. Окончил Донецкий политехнический институт.
Работал на шахте им. Батова в Макеевке. Возглавлял шахту Ждановская.
В 1992 году Нусенкис основал концерн Энерго, который вскоре стал крупнейшим торговцем углём на Украине, в России и Казахстане.
Приобрел впоследствии ПАО «Донецкий металлургический завод» и ряд предприятий угольной промышленности и др., учредив ПрАО «Донецксталь-металлургический завод» (ПрАО «ДМЗ»). В группу ПрАО «ДМЗ» входят ПАО «Донецкий металлургический завод», ПАО «Ясиновский коксохимический завод», ПАО «Макеевский коксохимзавод», шахтоуправление Покровское, ПАО «Донецкий электротехнический завод», Шахтостроительная компания «Донецкшахтопроходка», Красноармейское автопредприятие «Укрстрой», «Свято-Варваринская обогатительная фабрика», «Свято-Ильинский машзавод», ПАО «ВИНТЕР» и ряд других предприятий.
В 2007 году совместно с Владимиром Бойко учредил Ясиновскую коксохимическую компанию.
В 2009 году приобрел ОАО Шахта Октябрьская в Кемеровской области.
В 2010 году с состоянием в $ 2,3 млрд занял шестое место в рейтинге самых богатых украинцев по версии журнала «Корреспондент» Золотая сотня. Все значительные храмы Донецкой епархии воздвигнуты на его средства. Участник Поместного собора Русской православной церкви 2009 года от мирян Донецкой епархии Украинской православной церкви московского патриархата.
В России на его средства построен храм Богоявления Господня в городе Козельск.
Создал свою православную школу-пансион "Плёсково" в Подмосковье.